# 惠东南站
惠东南站，原名惠东站，位于中國广东省惠州市惠东县稔山镇石井村，是厦深铁路上的高铁站，于2013年12月28日启用营运，广州铁路集团管辖。本站站房建筑面积8000平方米，为厦深铁路沿线县级车站之最。目前本站尚未提供Wifi免费上网服务。

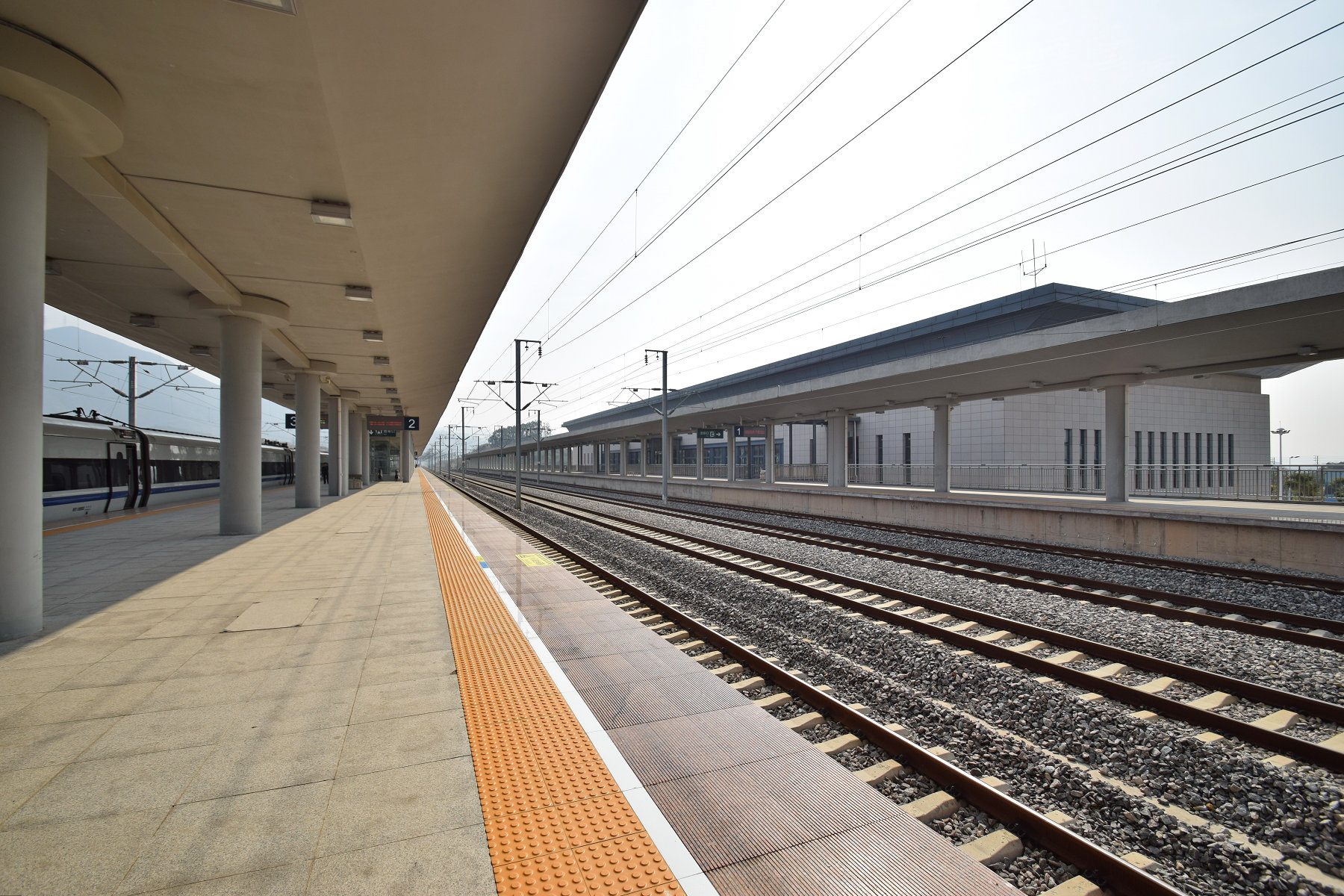
惠东南站内

## 历史
- 2013年12月28日通车启用。[2][3]

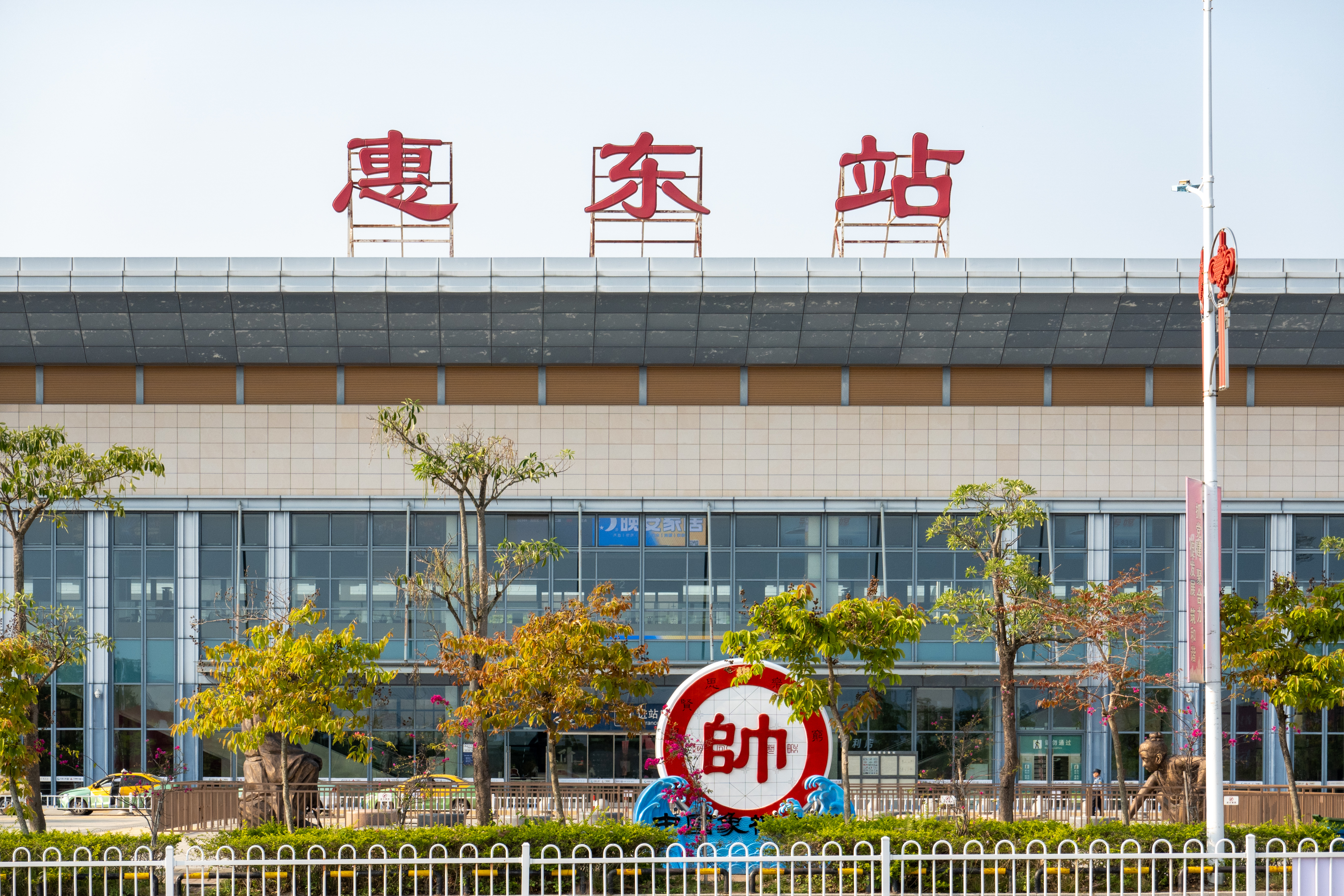
惠东南站更名前的站房（2021年4月）

- 2021年4月25日，惠州市港口航空铁路事务中心公示了《惠州市部分轨道站名命名变更方案》，计划将本站与广汕铁路原惠东南站互换站名，以匹配车站的地理位置情况[4]。2023年4月6日，站房挂起“惠东南站”站名，本站亦原定于2023年4月10日从“惠东站”更名为“惠东南站”，但到了11日已挂起的“南”字却被暂时覆盖，12306亦未变更车站名称，惠州市则对外公布称更名工作延期实施[5]，最终铁路部门宣布延期至6月27日正式启用新站名[6]。

## 连接交通
| 巴士 \| 编号 \| 编号 \| 线路 \| 线路 \| 线路 \| 收费 \| 运营商 \| 备注 \| \| ---- \| ------ \| -------------- \| ---- \| -------------- \| ------ \| -------- \| ---- \| \| \| H1惠东 \| 惠东高级中学 \| ⇆ \| 厦深铁路惠东站 \| 2–4元 \| 交投巴士 \| \| \| \| H2惠东 \| 厦深铁路惠东站 \| ⇆ \| 金银滩酒店 \| 2–13元 \| 春风汽运 \| \| \| \| H3惠东 \| 厦深铁路惠东站 \| ⇆ \| 黄埠客运站 \| 2–8元 \| 春风汽运 \| \| |        |                |      |                |        |          |      |
| 编号 | 编号   | 线路           | 线路 | 线路           | 收费   | 运营商   | 备注 |
| | H1惠东 | 惠东高级中学   | ⇆    | 厦深铁路惠东站 | 2–4元  | 交投巴士 |      |
| | H2惠东 | 厦深铁路惠东站 | ⇆    | 金银滩酒店     | 2–13元 | 春风汽运 |      |
| | H3惠东 | 厦深铁路惠东站 | ⇆    | 黄埠客运站     | 2–8元  | 春风汽运 |      |

### 地铁
规划中的惠州地铁3号线，远期内会由红岭岗延长至庆云寺途经本站。

## 车站周边
- 惠东县法院稔山法庭
- 稔山客运站
- 莲花酒店
- 稔山镇人民政府
- 惠东县稔山镇工商所
- 惠东县广播电视台稔山广播电视站
- 五配小学

## 未来发展
2020年9月17日，深圳市地铁集团发布了深汕高速铁路首次环评报告，惠东站将成为该线的一个中途地面车站。